# Ruch Korygujący
Ruch Korygujący (arab. الحركة التصحيحية, Al-Haraka at-Taszihijja) – proces ograniczonych przemian politycznych i gospodarczych w Syrii rządzonej przez partię Baas, zainicjowany przez Hafiza al-Asada po tym, gdy przejął on pełnię władzy w kraju drogą zamachu stanu w listopadzie 1970.

## Tło wydarzeń
8 marca 1963 Komitet Wojskowy partii Baas przeprowadził w Syrii przewrót wojskowy, odsuwając od władzy prezydenta Nazima al-Kudsiego i obalając dotychczasową demokrację parlamentarną. Zastąpił ją system autorytarny, w którym władzę sprawowała partia Baas razem z sojusznikami – naserystami i zwolennikami panarabizmu, ogłaszając jako swój cel budowę w Syrii arabskiego socjalizmu i dążenie do utworzenia jednego państwa arabskiego. W obozie rządzącym szybko doszło do konfliktów politycznych i personalnych. Kwestią sporną pozostawały środki, jakimi należało dążyć do jedności arabskiej, zwłaszcza stosunki z Egiptem (z którym w latach 1958–1961 Syria pozostawała w unii) i Irakiem, od lutego 1963 również kontrolowanym przez partię Baas. W czerwcu 1963 naseryści pod przywództwem Dżasima Alwana usiłowali odsunąć baasistów od rządu, jednak ich wystąpienie zostało krwawo stłumione. Dalsze konflikty rozegrały się między umiarkowaną frakcją partii Baas, której przewodził Michel Aflak i Salah ad-Din al-Bitar, a radykałami z Salahem Dżadidem i Hafizem al-Asadem na czele. W lutym 1966 ta druga grupa dokonała drugiego zamachu stanu, przejmując władzę w kraju dla siebie. Najważniejszą postacią w elicie władzy po przewrocie stał się Salah Dżadid, który zdecydował o wdrożeniu szeroko zakrojonego programu reform. Dążył do zniwelowania nierówności społecznych, w szczególności do poprawy warunków życia na wsi, a w dalszej perspektywie do pełnego upaństwowienia środków produkcji i utworzenia systemu centralnego planowania. Całe szkolnictwo w Syrii, także religijne, zostało poddane kontroli państwowej. Władze przystąpiły również do industrializacji kraju i rozbudowy infrastruktury drogowej. Utworzyły również organizacje społeczne dla rolników, młodzieży, studentów, robotników i kobiet, wzorowanej na instytucjach radzieckich W polityce międzynarodowej Syria oparła się na sojuszu z ZSRR. Wspierała również zbrojny ruch palestyński i poddawała ostrej krytyce konserwatywne arabskie monarchie.
Ciosem prestiżowym dla tego kursu politycznego stała się klęska Syrii w wojnie sześciodniowej. Osłabiła ona pozycję Dżadida i jego najbliższego otoczenia, wzmocniła natomiast pozycję Hafiza al-Asada, chociaż w czasie konfliktu był on ministrem obrony, a tym samym w większym stopniu odpowiadał za stan syryjskich sił zbrojnych. Po czerwcu 1967 al-Asad zaczął publicznie domagać się zmiany kursu gospodarczego i politycznego na bardziej umiarkowany i skupił wokół siebie podobnie myślących działaczy partii Baas. W 1968 na kongresie partii Baas al-Asad postulował poprawę stosunków z monarchiami arabskimi i wycofanie się z niektórych socjalistycznych haseł, by kraj mógł wzmocnić się na tyle, by odzyskać ziemie stracone w 1967 na rzecz Izraela. Ostatecznie kongres postanowił jednak zachować dotychczasowy kurs w gospodarce, a jedynie wyraził zgodę na zmniejszenie skali interwencji partii w sprawy wojskowe. Od 1969 al-Asad przygotowywał się już do obalenia Dżadida i jego współpracowników drogą kolejnego przewrotu.
Planowany pucz został przeprowadzony 12 listopada 1970, po tym, gdy kolejny kongres partii Baas potępił działalność al-Asada jako ministra obrony i pozbawił go stanowiska. Zanim decyzje partyjne zostały wprowadzone w życie, al-Asad i jego zwolennicy wyprowadzili wojsko na ulice i aresztowali czołowych polityków obozu radykalnego.

## Zmiany wprowadzone w ramach Ruchu Korygującego
Po zamachu stanu Przywództwo Regionalne partii Baas, w którym pozostali jedynie zwolennicy al-Asada, wydało 16 listopada 1970 oświadczenie przedstawiające założenia nowego kursu politycznego. Wydarzenia poprzednich dni opisano jako zwycięstwo postępowych sił, naprawiające błędy poprzednich przywódców partyjnych, naturalny rozwój syryjskiej rewolucji zapoczątkowanej siedem lat wcześniej.
Jeszcze w tym samym roku Hafiz al-Asad wprowadził w Syrii pozorowany pluralizm polityczny w miejsce dotychczasowych rządów monopartyjnych. Partia Baas utworzyła razem z mniejszymi organizacjami lewicowymi Narodowy Front Postępu, do którego weszły również Syryjska Arabska Unia Socjalistyczna, Socjalistyczny Ruch Unionistów, Arabska Partia Socjalistyczna oraz Syryjska Partia Komunistyczna. W lutym 1971 w wyborach parlamentarnych 60% mandatów objęli deputowani Baas, pozostałe zaś - inni przedstawiciele lewicy oraz niezrzeszeni. W marcu 1971 na XI kongresie partyjnym al-Asad stwierdził, że długofalowe cele polityczne partii Baas - socjalizm i panarabizm - pozostają niezmienne, natomiast ich realizacja musi zostać poprzedzona umocnieniem Syrii i odzyskaniem utraconych ziem. Do momentu odrobienia strat terytorialnych partia nie miała wdrażać socjalistycznych reform. Wtedy też posłużył się terminem Ruch Korygujący, który stał się oficjalnym określeniem wydarzeń w Syrii w latach 1970–1971.
W tym samym miesiącu zorganizowane zostało referendum, w którym według oficjalnych wyników społeczeństwo Syrii opowiedziało się za powierzeniem Hafizowi al-Asadowi urzędu prezydenckiego. Zwieńczeniem Ruchu Korygującego było wprowadzenie w życie konstytucji z marca 1973, która ustanowiła w Syrii system władzy prezydenckiej i usankcjonowała dominację partii Baas. W rezultacie opisywanych wydarzeń al-Asad objął w Syrii władzę dyktatorską i utrwalił ją. Wokół jego osoby powstał kult jednostki, który w propagandzie państwowej odsunął na drugi plan dotychczasowe hasła socjalistyczne i panarabskie. Prezydent obsadził najważniejsze stanowiska państwowe (cywilne i wojskowe) osobami lojalnymi wobec siebie, członkami rodziny lub alawickiego klanu, z którego pochodził, lub też wiernymi towarzyszami z wojska i partii. Utworzył specjalne jednostki wojskowe, których zadaniem była ochrona istniejącego porządku państwowego, wzmocnił instytucje wywiadowcze i służby specjalne. Ponadto w konstytucji z 1973 zapisano, że tradycyjne prawo muzułmańskie jest jednym ze źródeł prawa syryjskiego, a prezydent kraju musi być muzułmaninem. Partia Baas pod rządami al-Asadami wycofała się z planów przejścia na gospodarkę planowaną, zwiększając znaczenie sektora prywatnego w kraju i zakres swobód ekonomicznych. Równocześnie jednak system ustanowiony w ramach Ruchu Korygującego zachował zasadnicze koncepcje tego, który zbudował Salah Dżadid. Podobnie jak on, al-Asad opierał władzę swoją i dominację partii Baas na poparciu najuboższych warstw społecznych, którym rządy lewicy umożliwiały poprawę swojej sytuacji. Równocześnie starał się zyskać popularność także wśród drobnych właścicieli i rzemieślników miejskich, jak również sunnitów z rodzin dominujących niegdyś w życiu politycznym. Al-Asad zachował także scentralizowany model zarządzania państwem.
Syria nadal pozostawała sprzymierzeńcem ZSRR, zacieśniła także relacje z jego państwami satelickimi. Równolegle władze dążyły do poprawy relacji z konserwatywnymi państwami arabskimi.
Ostatecznie o trwałości systemu władzy powstałego w ramach Ruchu Korygującego zdecydował wynik wojny Jom Kipur. Chociaż militarnie Syria poniosła w niej porażkę, odzyskała niewielką część ziem straconych sześć lat wcześniej, toteż społeczeństwo kraju uznało wojnę za zwycięską. Drugim czynnikiem, który przyczynił się do powodzenia Ruchu Korygującego i utrzymania się przez al-Asada przy władzy, była korzystna sytuacja gospodarcza.
Rocznica przejęcia władzy przez Hafiza al-Asada i rozpoczęcia Ruchu Korygującego jest w Syrii świętem państwowym.